# Шаньдунозавр
Шаньдунозавр (лат. Shantungosaurus) — род гадрозавров подсемейства гадрозаврин (Hadrosaurinae) или завролофин (Saurolophinae), найденный в позднемеловой геологической группе Wangshi в провинции Шаньдун в Китае. Стратиграфический интервал шаньдунозавра колеблется от верхней части формации Xingezhuang к середине формации Hongtuya и датируется серединой — концом кампанского яруса. Шаньдунозавр до сих пор считается крупнейшим известным гадрозавроидом: наибольшая длина его бедренной кости составляет около 1,7 м, а наибольшая длина его плечевой кости — около 0,97 м.

## Описание

Шаньдунозавр (красный) в сравнении с другими гигантскими орнитоподами

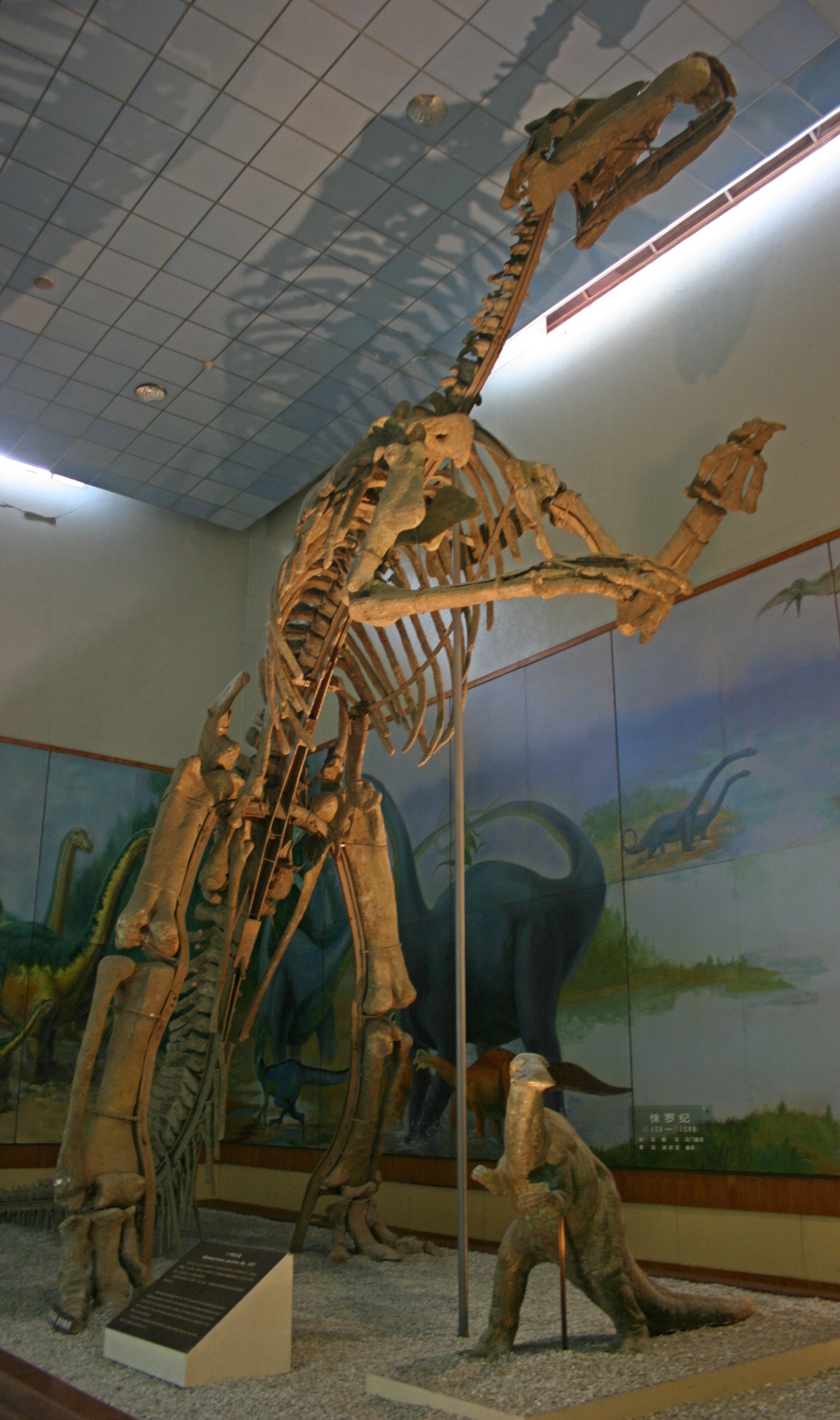
Скелет

Типовым и единственным видом является Shantungosaurus giganteus. Родовое имя означает «ящер из Шаньдуна», а видовое название переводится с латинского языка как «гигантский».
Шаньдунозавр является одним из самых больших представителей птицетазовых динозавров: типовой образец его черепа имеет длину 1,63 метра, а композитный скелет, смонтированный в Геологическом институте Китая в Пекине, измеряется 14,7 метрами в длину, в то время как другой установленный скелет, изначально относимый к Zhuchengosaurus maximus, имеет длину 16,6 метра. Масса наиболее крупных особей могла достигать 16 тонн. Как и у других гадрозавров, клюв животного был беззубым, но челюсти несли около 1500 крошечных жевательных зубов. Большое отверстие вблизи ноздрей, возможно, было закрыто мембраной, которую ящер надувал, чтобы издавать звуки.

## Открытие и виды
Впервые описанный в 1973 году, шаньдунозавр известен по пяти неполным скелетам. На основе новых материалов, обнаруженных в провинции Шаньдун, китайский палеонтолог Сюй Син и его коллеги показали, что этот динозавр очень похож и разделяет много уникальных черт с эдмонтозавром, образуя азиатский узел с кладой Edmontosaurus — Shantungosaurus. В том же месте были найдены остатки нескольких особей, в том числе кости черепа, конечности и позвоночник, которые в 2007 году отнесли к новому виду Zhuchengosaurus maximus. Тем не менее, дальнейшие исследования показали, что якобы отличительные черты Zhuchengosaurus были просто результатом разных стадий роста.
Последние скрупулёзные анализы гадрозавров выявили устойчивые отношения между сестринскими группами Edmontosaurus и Shantungosaurus. Этот динозавр является единственным валидным родом из района Чжучэн. Zhuchengosaurus и Huaxiaosaurus, два рода из того же региона, считаются младшими синонимами рода Shantungosaurus. Все однозначные морфологические различия между этими тремя таксонами можно отнести к внутривидовой изменчивости (онтогенетический и полиморфный вариации) и пост-осадочному искажению.